# Йон Касіан Суручану
Йон Касіан Суручану (19 грудня 1851 — 18 листопада 1897) — бессарабський археолог, колекціонер, засновник кишинівського Музею старожитностей Понту Скіфського.
Дворянського роду, здобув освіту в Кишиневі, Одесі та Ніжинському ліцеї князя О.Безбородько.
З юності його приваблювали давні лапідарні пам'ятки — надгробні й пам'ятні написи на кам'яних плитах грецького і римського періодів. Заради їх докладного вивчення він досконало вивчає стародавні мови, знайомиться з науковою літературою. Згодом проводить розкопки в знаменитих Ольвії й Тирі, використовуючи новаторську методику. Результати роботи Суручана знаходять своє відображення в численних повідомленнях і статтях.

## Музей старожитностей
Експозиція музею відкрилась 1887 року в окремому будинку у центрі Кишинева. Предмети розташувалися в окремих кімнатах першого і другого поверху, а більшість з них — в трьох кімнатах крила будівлі. В одній з кімнат знаходилися акуратно розподілені по вітринах і шафках стародавні монети — числом близько 10 000 одиниць. Деякі з них були дуже рідкісні — наприклад, в колекції була наявна близько сотні монет татарсько-генуезького міста Кафа, в той час, як в провідних музеях Європи відомі були тільки одиниці. Інші рідкісні предмети, як розписні давньогрецькі амфори, прикраси з дорогоцінних металів і каменів, предмети озброєння, розташовувалися в інших кімнатах. Однак основна частина колекції концентрувалася в крилі будівлі й у дворі, де знаходилися численні масивні кам'яні плити з написами.
Після передчасної смерті Суручану в Кишиневі не знайшлося нікого, хто б зробив опис музею. Відомо лише, що загальна кількість налічувала 90443 експонати.
З часом предмети колекції розтеклися по приватних колекціях і музеях. В археологічних фондах Херсонського обласного краєзнавчого музею зберігається унікальна колекція лапідарних пам'яток з Музею старожитностей Понту Скіфського в Кишиневі.